# Quốc huy Peru
Quốc huy Peru (tiếng Tây Ban Nha: Escudo de armas) là một trong những biểu tượng quốc gia của Peru, cùng với cờ và quốc ca. Có ba phiên bản chính thức của quốc huy: quốc huy ("Escudo Nacional"); áo choàng hoặc áo choàng chính của người Viking như vậy (" Escudo de Armas "); con dấu nhà nước lớn (" Gran sello del Estado "). Nó đã được phê duyệt vào ngày 25 tháng 2 năm 1825, các quy định hiện hành về hình ảnh và việc sử dụng huy hiệu đã được phê chuẩn theo luật số 11323 ngày 31 tháng 3 năm 1950.

## Mô tả
Trong cả ba biến thể, yếu tố trung tâm - lá chắn huy hiệu - là giống hệt nhau. Chiếc khiên bị gãy một nửa và vắt chéo bằng vàng. Trong cánh đồng màu xanh đầu tiên - maduna, quay mặt sang trái (biểu tượng của hệ động vật của đất nước); trong bạc thứ hai - màu tự nhiên của cinchona (biểu tượng của hệ thực vật); trong màu đỏ thứ ba, có một giác mạc vàng với đồng tiền vàng (biểu tượng của nhiều khoáng sản). Vì Vicuna và cây quinine được mô tả trên biểu tượng quốc gia vĩ đại của Peru, được thành lập vào năm 1821, nên nó được coi là biểu tượng cũng là biểu tượng của quá khứ và hiện tại.

## Lịch sử

### Phiên bản năm 1820 (đầu tiên)

Phiên bản đầu tiên năm 1820.

Phiên bản đầu tiên của Quốc huy Peru được thiết kế bởi chung José de San Martín và chính thức tuyên bố trên ngày 21 tháng 10 năm 1820. Nó bao gồm một cảnh quan của Inti mặt trời mọc từ Andes, nhìn từ biển, và được hộ tống bởi các chi nhánh nguyệt quế buộc bằng một dải ruy băng vàng.
Trong tấm khiên, trên nền trời xanh, có thể nhìn thấy những tia nắng vàng của mặt trời đằng sau những ngọn núi màu nâu sẫm mọc lên trên đại dương xanh và xanh.
Những lá cờ của các quốc gia Nam Mỹ và một cây chuối có thể được nhìn thấy đằng sau tấm khiên. Một condor bên trái và một llama bên phải đóng vai trò là người ủng hộ.
Đây là trên đỉnh của một cơ sở baroque, với một cuộn dưới nó với phương châm "Renació el sol del Perú" ("Mặt trời của Peru được tái sinh") bằng chữ in hoa. Một số hoa, cành và đạn dược đã ở trên căn cứ.

### Phiên bản năm 1825 (thứ hai)

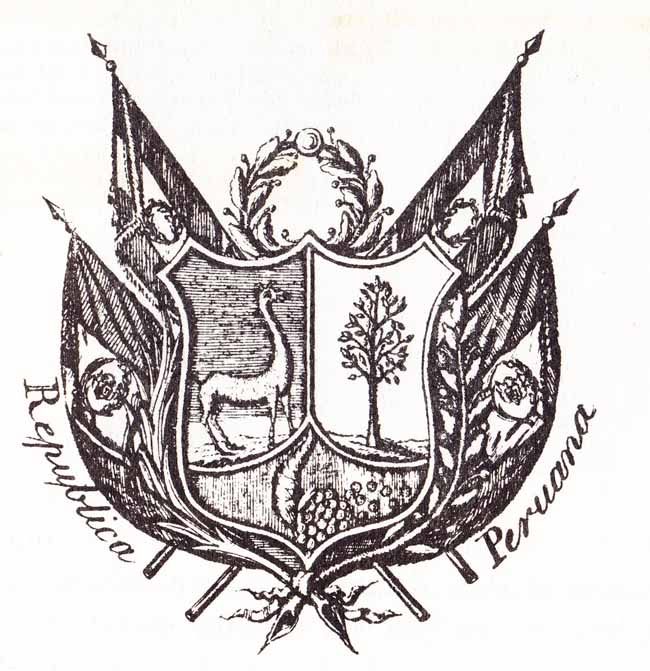
Phiên bản thứ hai năm 1825.

Vào ngày 25 tháng 2 năm 1825, Simón Bolívar và Quốc hội lập hiến tuyên bố một đạo luật xác định các biểu tượng quốc gia. Điều này đã thiết lập nên Huy hiệu mới, tương tự như cái đã được sử dụng trước đây. Điều này được thiết kế bởi các nghị sĩ Jose Gregorio Paredes và Francisco Javier Cortés. Mô tả chính thức như sau:
"Các loại vũ khí của quốc gia Peru được cấu tạo của một lá chắn chia thành ba lĩnh vực (mẫu Ba Lan) ː một với ánh sáng màu xanh sang bên trái, trong đó sẽ có một Vicuna nhìn vào trong, các màu trắng khác, ngay nơi một cây vỏ dùng làm thuốc là nằm, và một màu đỏ, dưới đây, với một dồi dào. rót tiền xu, có nghĩa là với những biểu tượng, giàu Peru trong ba vương quốc thiên đỉnh có một vương miện công dân, và được hộ tống hai bên bằng biểu ngữ với tiêu chuẩn màu quốc gia."

### Phiên bản thập niên 1950
Huy hiệu được sử dụng ngày nay là bản sửa đổi của phiên bản năm 1825. Cho đến năm 1950, Huy hiệu là biểu tượng của cả Quốc gia và Nhà nước, và đưa ra một số khó khăn trong thiết kế. Chúng được tạo ra, vài tháng sau khi được tạo ra, các con dấu của các bộ, được sửa đổi trong luật, độ rộng của vết cắt của áo giáp để phóng chiếu thoải mái, và thoát khỏi sự hộ tống của các biểu ngữ.
Lần sửa đổi cuối cùng là vào tháng 3 năm 1950, bởi chính quyền của Tướng Manuel A. Odría. Theo cách này, Huy hiệu được chia thành hai nửa và phần dưới trở nên lớn hơn, nhiều hơn phần nhỏ hơn. Huy hiệu được tạo ra đồng thời là một biểu tượng huy hiệu của nhà nước.

Đại ấn Escudo Nacional
Đại ấn Escudo de Armas
Đại ấn Quốc gia Gran Sello del Estado
Quốc huy Escudo de la Ejército del Perú
Huy hiệu Hải quân Escudo de la Marina de Guerra del Perú
Quốc huy Escudo de la Fuerza Aérea del Perú
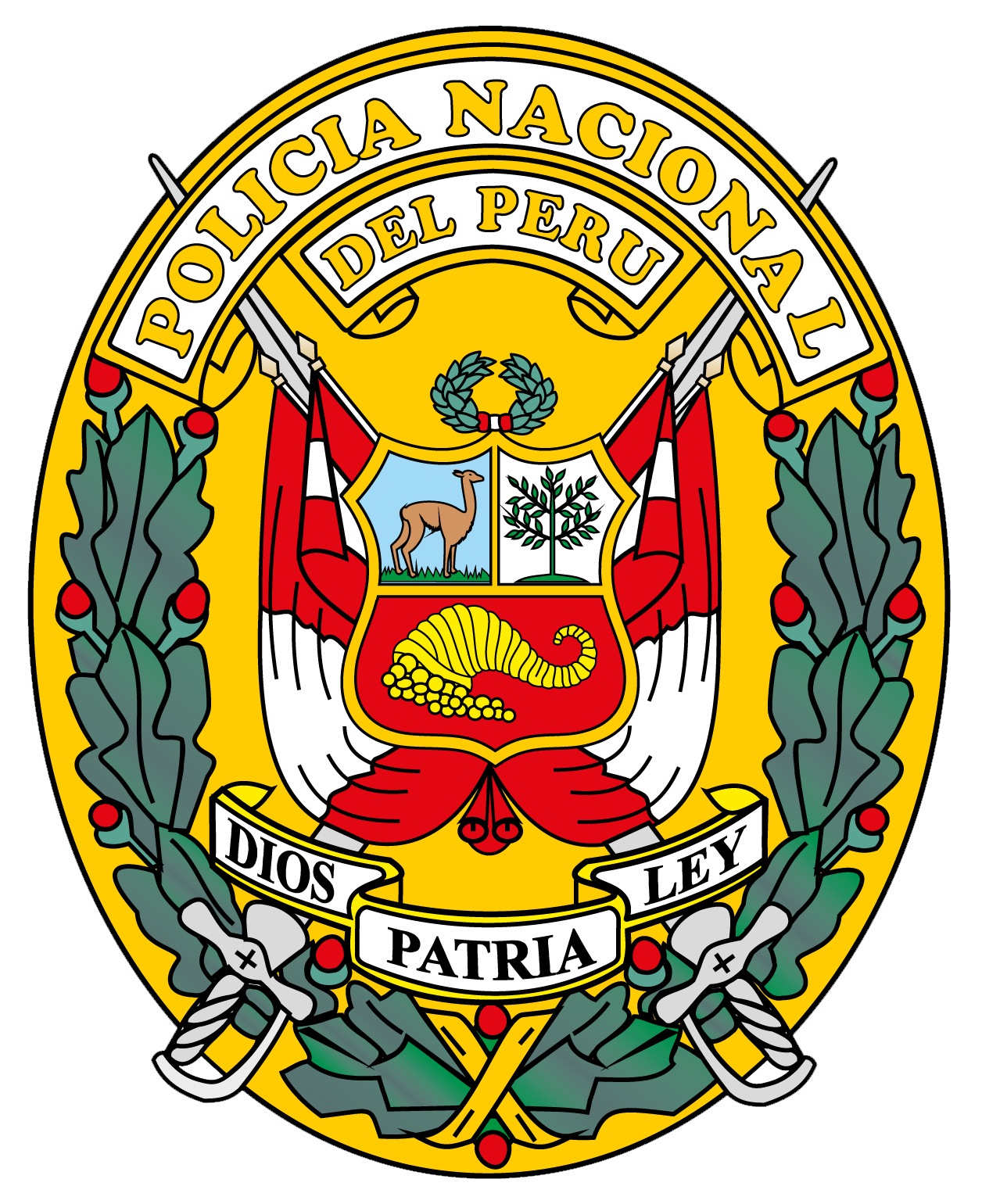
Huy hiệu Chính trị Escudo de la Policía Nacional del Perú

## Các biến thể

### Huy hiệu
Huy hiệu (Escudo de Armas) có một chi nhánh cọ trên trái của nó và một nguyệt quế một tên bên phải của nó, được buộc bằng một dải ruy băng màu đỏ và trắng, cũng như sồi Holm vương miện dân ở trên nó. Những đại diện cho chiến thắng và vinh quang. Biến thể này được sử dụng trên cờ quốc gia hoặc cờ quốc gia. Bản thân việc sử dụng nó không thường xuyên, ngoại trừ tiền tệ, cả về tiền xu và hóa đơn và tem.

### Quốc huy
Huy hiệu Quốc gia, hay Khiên quốc gia (Escudo Naciona), bao gồm khiên cộng với cờ Peru và một tiêu chuẩn ở mỗi bên, và một chiếc Crown Crown như một đỉnh. Nó được sử dụng trên cờ chiến tranh (Bandera de Guerra0. Việc sử dụng riêng của nó là bắt buộc đối với tất cả các tòa nhà công cộng, với tên của thực thể bên dưới nó.

### Đại ấn Quốc gia

Đại ấn Peru.

Con dấu lớn của Nhà nước (Gran Sello del Estado), bao gồm Lá chắn quốc gia và dòng chữ hình bán nguyệt "República del Perú" ("Cộng hòa Peru") phía trên nó, được sử dụng trên các tài liệu chính thức.

### Huy hiệu Hải quân
Huy hiệu Hải quân (Escudo de la Marina de Guerra), bao gồm Lá chắn Quốc gia và dòng chữ hình bán nguyệt "Marina de Guerra del Peru", cùng với các mỏ neo thay vì các lá cờ truyền thống được gắn trên đó, cũng như có hình ảnh của mặt trời như mào Nó được sử dụng cho các mục đích hải quân khác nhau.